# Беленченко, Василий Иванович
Василий Иванович Беленченко (1840—1909) — генерал-лейтенант русской императорской армии, генерал для особых поручений при Главном инженерном управлении (1898—1909).

## Биография
Родился 15 (27) марта 1840 года в семье генерал-майора, георгиевского кавалера «за выслугу» Ивана Лаврентьевича Беленченко (1792—1868). Старший брат Александр (1827—1884) также стал генерал-лейтенантом.
Окончил в 1858 году Александринский сиротский кадетский корпус прапорщиком (30.06.1858); с 20 июля 1861 года — подпоручик.
Участвовал в русско-турецкой войне 1877—1878 годов.
В генерал-майоры был произведён 14 мая 1896 года, в генерал-лейтенанты — 6 декабря 1904 года.
Был женат и имел двух детей.
Умер 29 января (11 февраля) 1909 года.

## Награды
- Орден Святого Станислава 3-й степени (1865).
- Орден Святой Анны 3-й степени (1869).
- Орден Святого Станислава 2-й степени (1873).
- Орден Святой Анны 2-й степени с мечами (1878).
- Орден Святого Владимира 4-й степени с мечами и бантом (1879).
- Орден Святого Владимира 3-й степени (1891).
- Орден Святого Станислава 1-й степени (1899).
- Орден Святой Анны 1-й степени (1903).
- Орден Святого Владимира 2-й степени (1907).

## Сочинения
- «Руководство к приему и хранению предметов войскового инженерного имущества» (1894)
- «Руководство для чинов военного телеграфа» (1896)
- «Инженерное имущество в пехоте, кавалерии и артиллерии» (1898)